# Пинилья, Макарио
Макарио Пинилья Варгас (исп. Macario Pinilla Vargas; 24 ноября 1855, Ла-Пас, Боливия — 3 сентября 1927, там же) — боливийский юрист, дипломат и государственный деятель, первый вице-президент Боливии (1909—1913).

## Биография
Получил высшее юридическое образование, в 1876 г. получил статус адвоката. В 1877 г. он предложил свой вариант Сводного гражданско-процессуального кодекса.
В 1888 г. был избран депутатом Конгресса от Ла-Паса, затем трижды переизбирался. В 1892 г. был назначен окружным прокурором в Ла-Пасе, являлся одним из основателей национальной коллегии адвокатов и её вице-президентом.
В 1899 г. вошёл в состав правительственной хунты, затем становится послом в Испании. В 1902 г. был избран сенатором от департамента Ла-Пас и переизбран в 1908 г.
В 1909—1913 гг. — первый вице-президент Боливии. Затем был послом в Нидерландах и Франции.